# مواطن طيب (مسلسل)
مواطن طيب، مسلسل بحريني كوميدي، انتج عام 2001 من إخراج مصطفى رشيد بطولة سعد البوعنين، حميد مراد، سعاد علي ويوسف بوهلول بالإضافة إلى بعض النجوم مثل خليل الرميثي، مصطفى رشيد، علي الغرير، احمد مبارك، عبد الرحمن محمود، وحسين العلوي.

## قصة المسلسل
ويروي المسلسل قصة مواطن بحريني فقير (سعد البوعينين) هوايته جمع الامواس يعيش مع عائلته الصغيرة في شقة باحدى عمارات رجل غني يدعى بوطلال (يوسف بوهلول) وهو دائما يحاول ازعاجه لإخراجه من الشقة لانه يريد هدمها ولكن هذا المواطن يرفض جميع العروض المغرية.
في إحدى الايام تعطلت سيارته في موقف السيارات فاستدعى ثلاثة شباب لدفعها معه وعندما انتهوا اعطاهم بعض المال فسقطت بطاقته المدنية من محفظته ولم ينتبه لها فقام زعيم عصابة الشباب بسرقة البطاقة.
في إحدى الليالي اقتحمت العصابة مخزن لبعض الالات الثمينة وعندما دخل الحارس فجاة اختبؤا ثم قتلوه ووضعوا بطاقة المواطن بجانب الجثة فوجهت اليه تهمت قتل الحارس.
وعندما داهمت الشرطة شقته وجدوا صندوقا مليئا بالامواس فاثبتت عليه التهمة وحول إلى التحقيق وفضح في الصحافة والاعلام وتم حبسه على ذمة هذه القضية وهو بريئ من ذلك إلى ان تم القبض على العصابة وتم تبريئه.